# Personaggi di Star Trek: Voyager

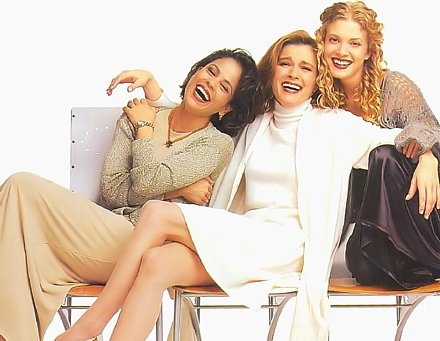
Le tre pricincipali protagoniste della serie, Roxann Dawson, Kate Mulgrew e Jennifer Lien, nel 1995

Questa è una lista di personaggi della serie TV Star Trek: Voyager, apparsi anche in opere derivate dalla stessa, quali fumetti, romanzi e videogiochi.

## Personaggi principali
- Kathryn Janeway (stagioni 1-7), interpretata da Kate Mulgrew, doppiata in italiano da Daniela Nobili (stagioni 1-7) e da Adele Pellegatta (ep. 1x01-1x02, ed. VHS).[1]
Umana, è il capitano della USS Voyager (NCC-74656).
- Chakotay (stagioni 1-7), interpretato da Robert Beltran, doppiato in italiano da Fabrizio Temperini (stagioni 1-7) e Natale Ciravolo (ep. 1x01-1x02, ed. VHS).[1]
- Tuvok (stagioni 1-7), interpretato da Tim Russ, doppiato in italiano da Maurizio Romano (stagione 1), Fabio Boccanera (stagioni 2-4), Gianni Bersanetti (stagioni 5-7) e Paolo Bessegato (ep. 1x01-1x02, ed. VHS).[1]
Vulcaniano è l'ufficiale della sicurezza della USS Voyager. Inizialmente infiltrato dal Capitano Janeway nell'equipaggio di Maquis di Chakotay come spia, ritorna alle sue mansioni ufficiali quando l'astronave rimane imprigionata nel Quadrante Delta.
- Tom Paris (stagioni 1-7), interpretato da Robert Duncan McNeill, doppiato in italiano da Marco Bolognesi (stagione 1), Nanni Baldini (stagioni 2-4), Teo Bellia (stagioni 5-7) e Giorgio Bonino (ep. 1x01-1x02, ed. VHS).[1]
- Sette di Nove (stagioni 4-7), vero nome Annika Hansen, interpretata da Jeri Ryan (stagioni 4-7), Erica Lynne Bryan (ep 4x01-4x06, bambina) e Katelin Petersen (ep. 5x15, bambina), doppiata in italiano da Monica Gravina.[1]
È un'umana, assimilata dai Borg da bambina, viene liberata dall'equipaggio della USS Voyager rimanendo a bordo dell'astronave, dopo che il Capitano Janeway ha stretto un'alleanza temporanea con i Borg per sconfiggere la Specie 8472.
- Dottore (stagioni 1-7), interpretato da Robert Picardo, doppiato in italiano da Franco Zucca.[1]
È il Medico olografico d'emergenza (MOE) della USS Voyager. Destinato a sostituire in caso di emergenza il medico reale, poiché l'ufficiale medico muore a inizio missione, il medico olografico assume il ruolo di principale responsabile dell'infermeria. Inizialmente un semplice programma, il medico olografico, con l'avanzare della serie diviene un individuo senziente e viene riconosciuto come forma di vita. Non ha un nome, nonostante affermi di volersene scegliere uno.
- Neelix (stagioni 1-7), interpretato da Ethan Phillips, doppiato in italiano da Roberto Del Giudice (stagioni 1-7) e Carlo Bonomi (ep. 1x01-1x02, ed. VHS).[1]
- Kes (stagioni 1-4, 6), interpretata da Jennifer Lien (stagioni 1-4, 6), Janna Michaels (ep. 3x21, da bambina) e Amy Kate Connolly (ep. 6x23), doppiata in italiano da Barbara Berengo Gardin (stagione 1), Stella Musy (stagioni 2-4) e Karin Giegerich (ep. 1x01-1x02, ed. VHS).[1]
È una Ocampa che viene raccolta dalla USS Voyager all'inizio del suo viaggio nel Quadrante Delta assieme a Neelix, di cui ne è la compagna. Ambientatasi sull'astronave, diviene col tempo l'assistente del medico olografico.
- B'Elanna Torres (stagioni 1-7), interpretata da Roxann Dawson, doppiata in italiano da Alessandra Cassioli (stagioni 1-7) ed Elda Olivieri (ep. 1x01-1x02, ed. VHS).[1]
- Harry Kim (stagioni 1-7), interpretato da Garrett Wang, doppiato in italiano da Alessio Cigliano (stagioni 1-7) e Claudio Beccari (ep. 1x01-1x02, ed. VHS).[1]
- Seska (stagioni 1-3, 7), interpretata da Martha Hackett, doppiata in italiano da Pinella Dragani (stagione 1) e Anna Cesareni (stagioni 2-3).[1]
È una Maquis dell'equipaggio di Chakotay. Innamorata di lui, una volta a bordo, finisce per tradire la USS Voyager schierandosi con i Kazon, scoprendo trattarsi in realtà di una spia Cardassiana che ha alterato il suo aspetto per infiltrarsi nei Maquis. Rimasta incinta di Chakotay, dopo averne ottenuto il DNA a sua insaputa, rimane uccisa durante un attacco alla USS Voyager.

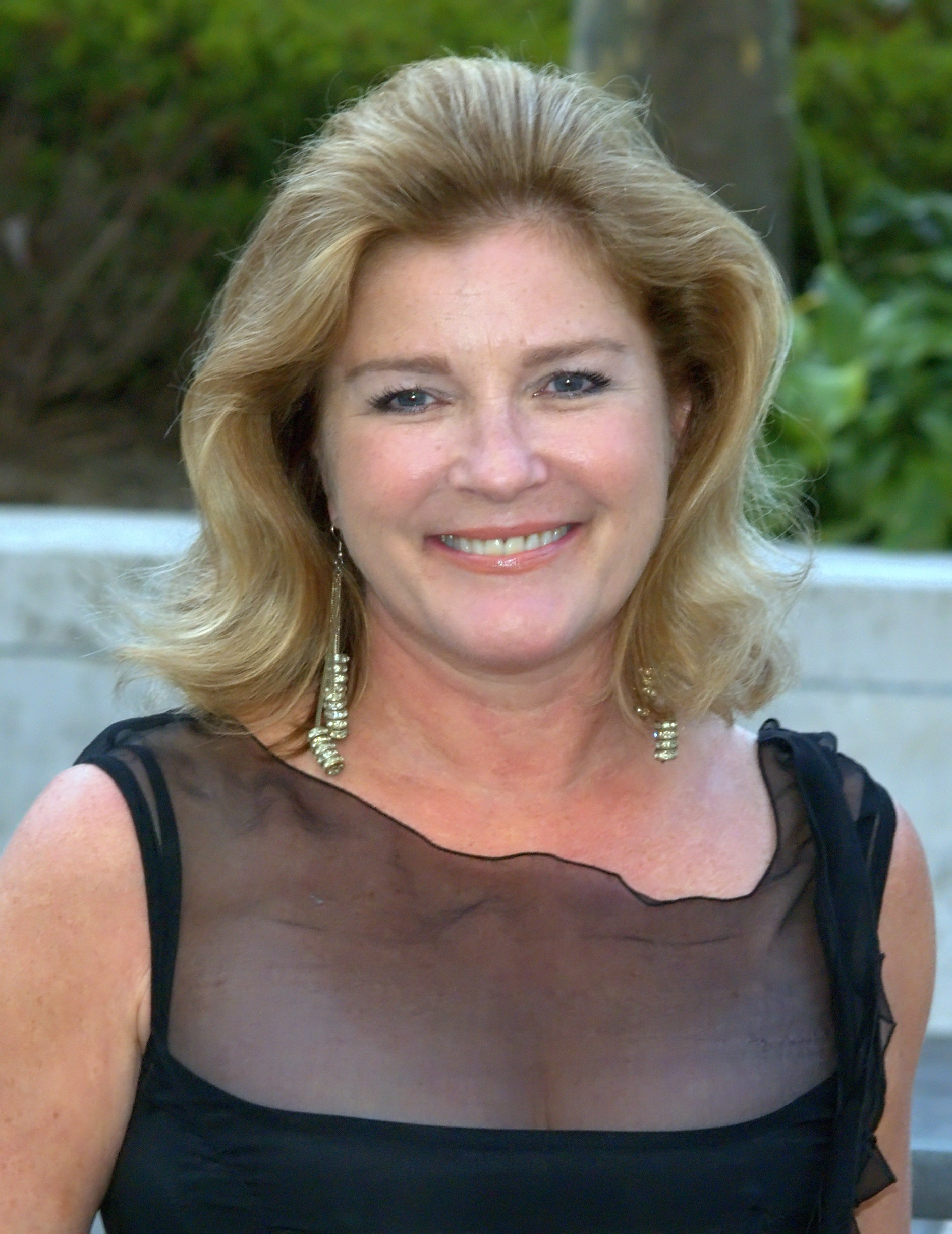
Kate Mulgrew, interpreta Kathryn Janeway
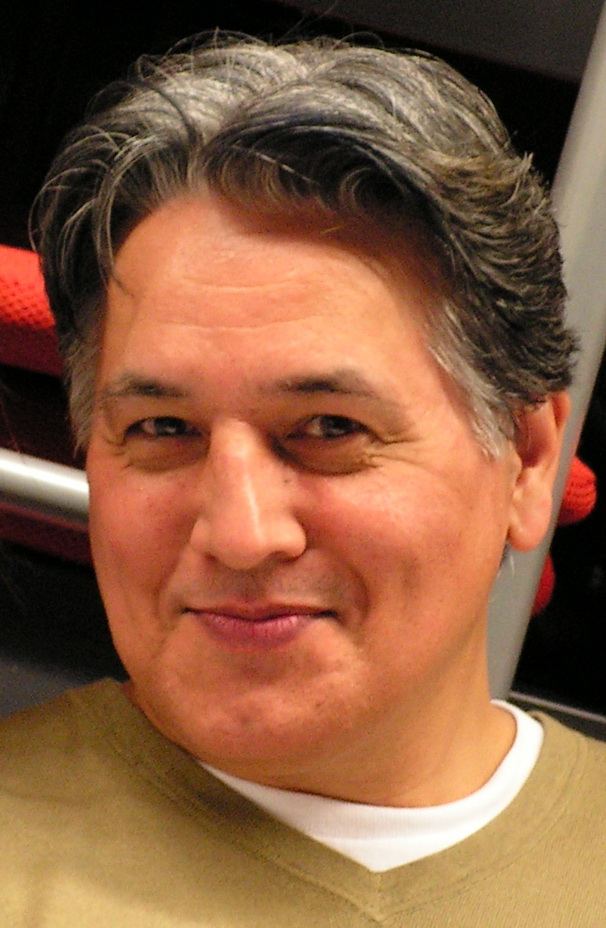
Robert Beltran, interprete di Chakotay
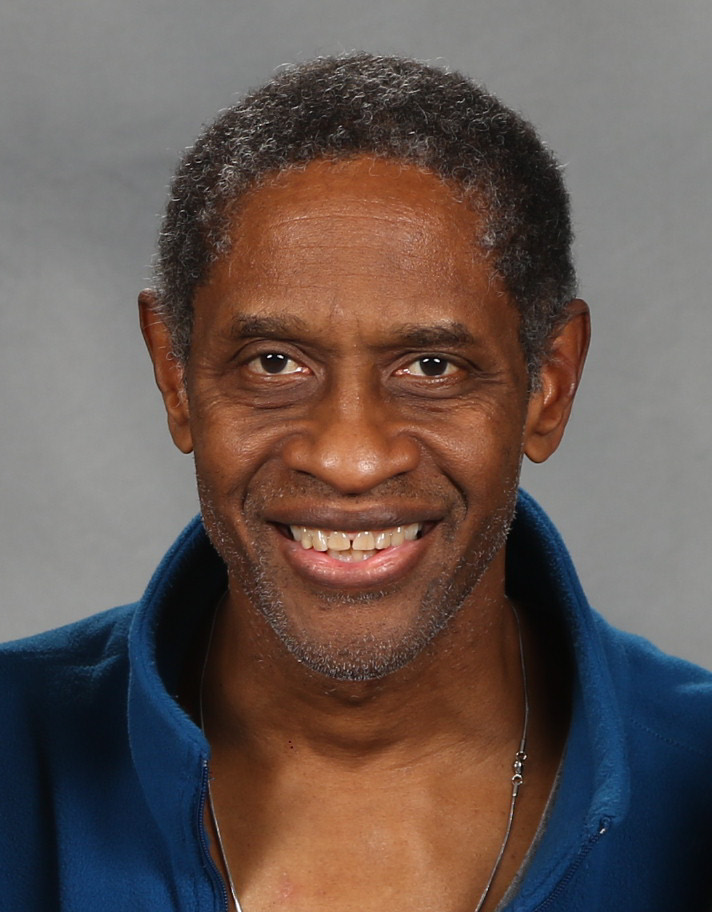
Tim Russ, interprete di Tuvok
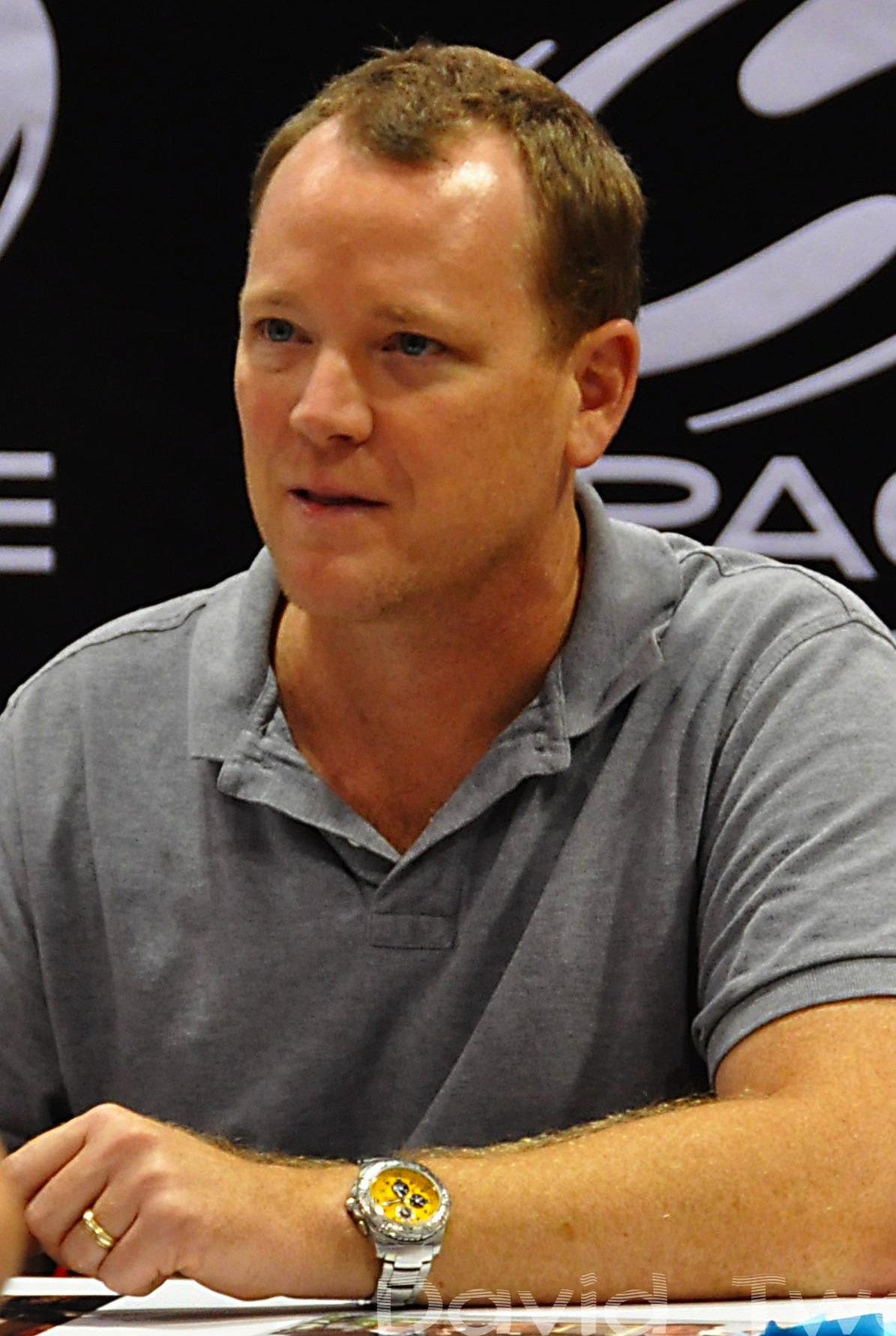
Robert Duncan McNeill, interprete di Tom Paris
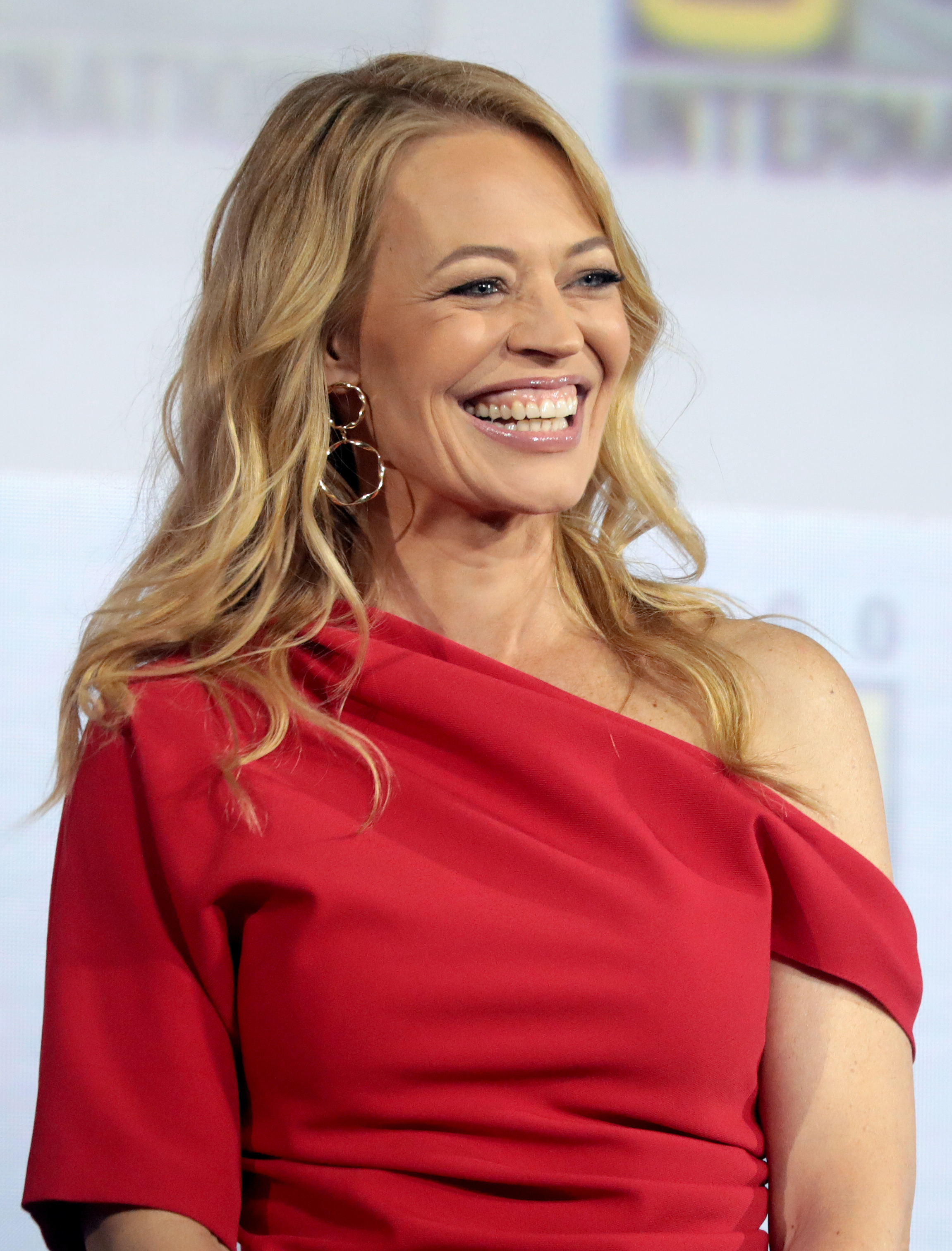
Jeri Ryan, interprete di Sette di Nove
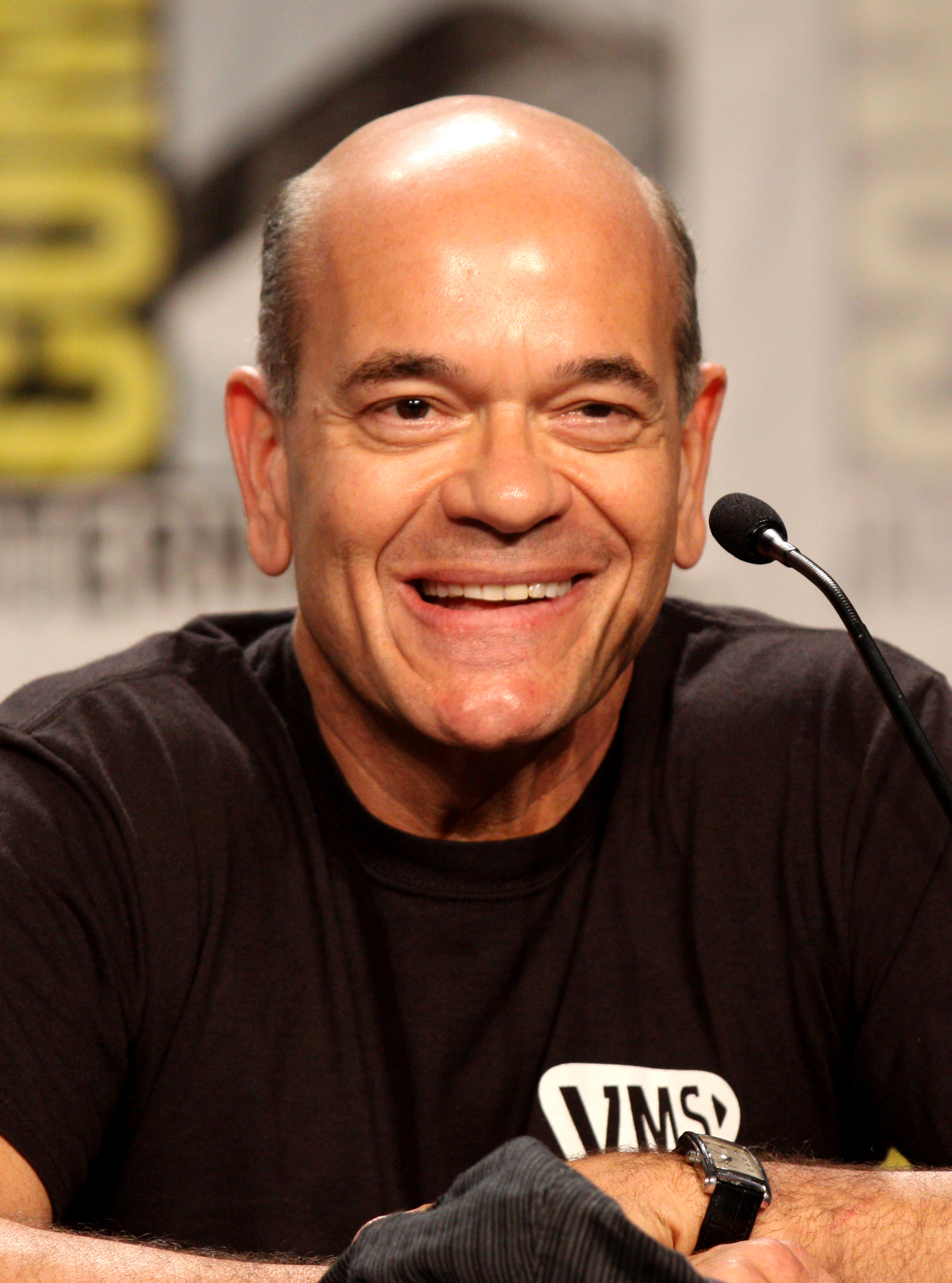
Robert Picardo, interpreta il Dottore
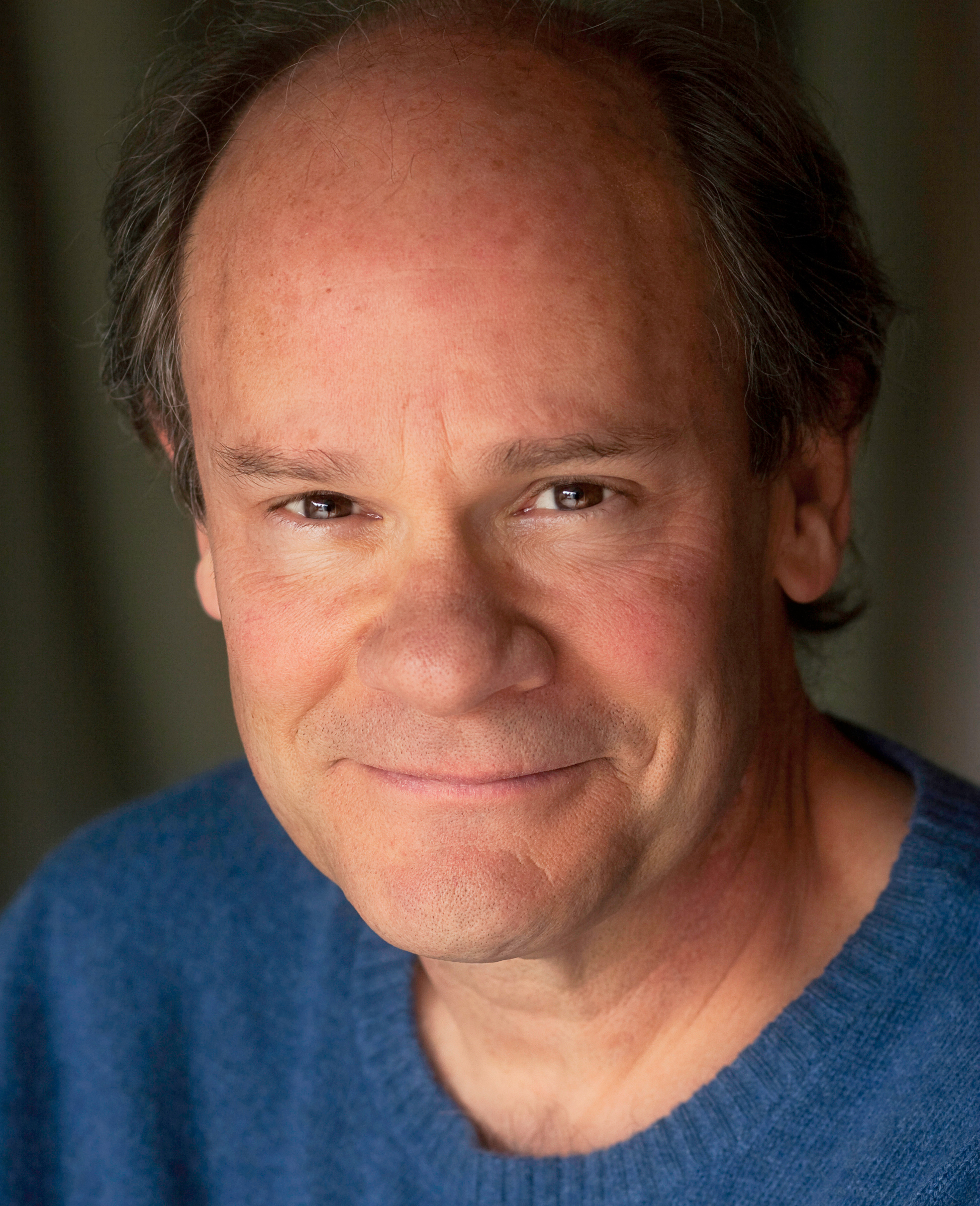
Ethan Phillips, interprete di Neelix
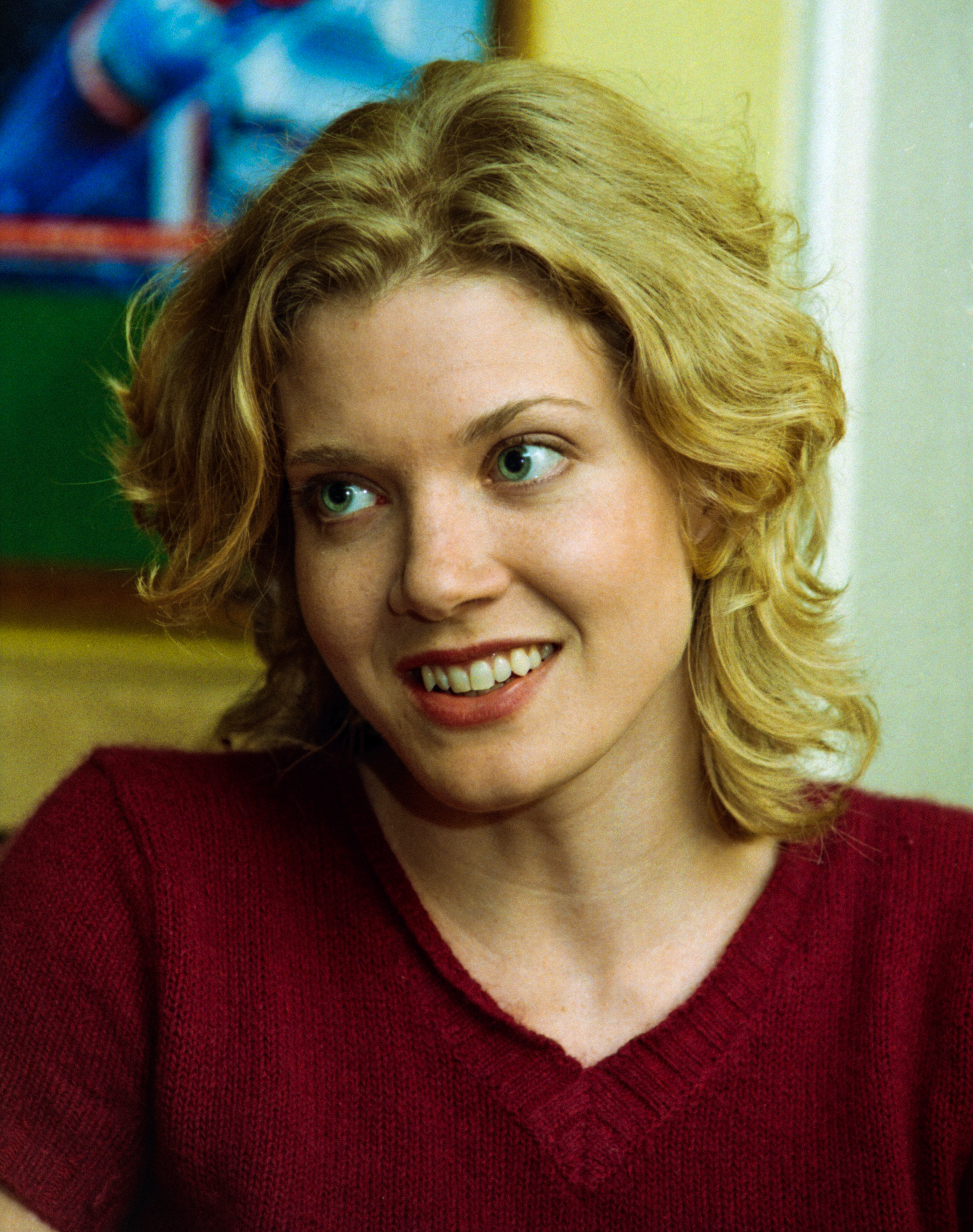
Jennifer Lien, interpreta Kes
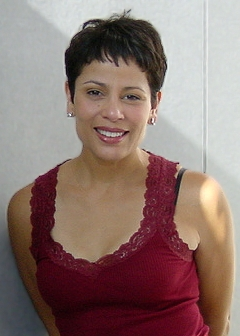
Roxann Dawson, interprete di B'Elanna Torres
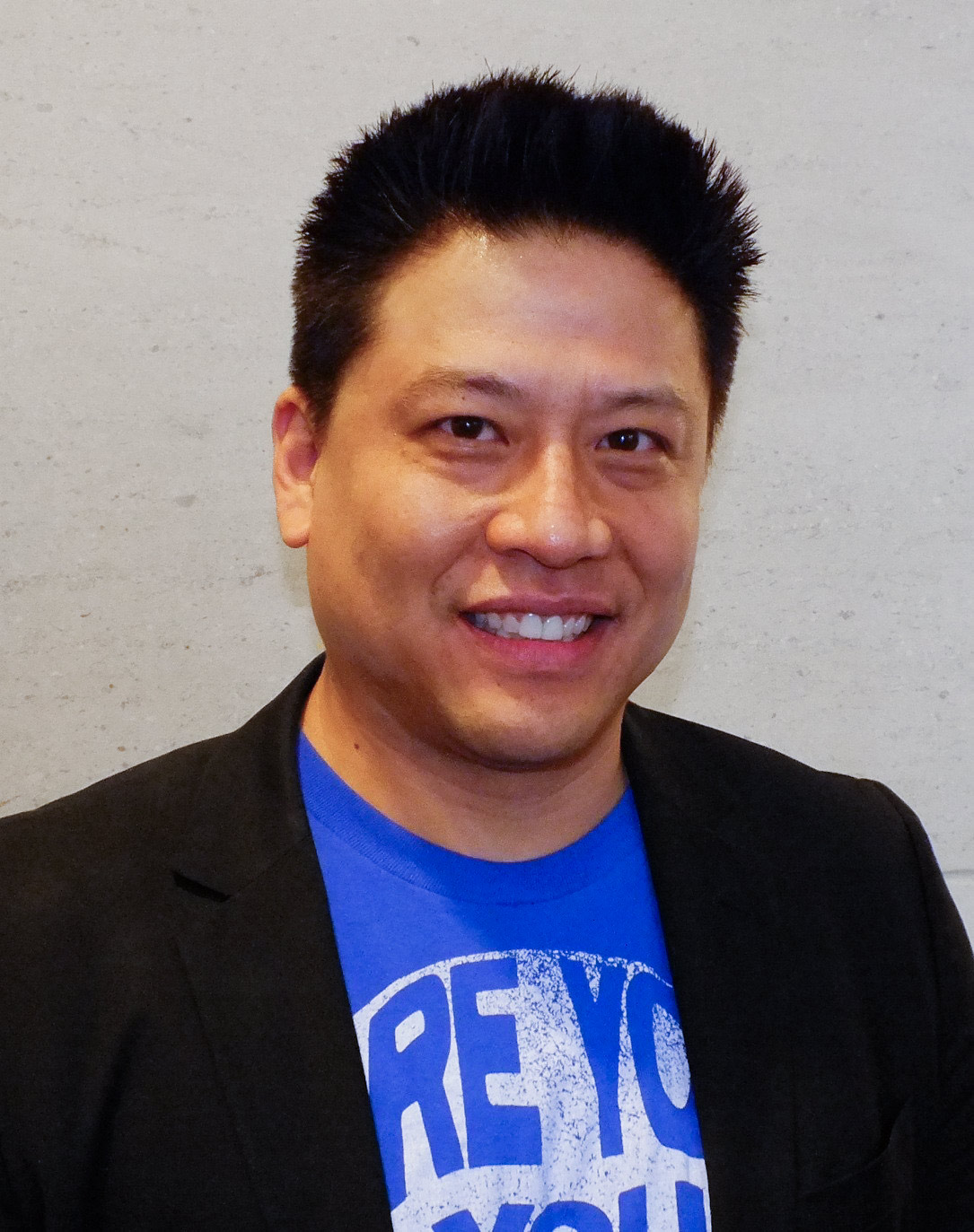
Garrett Wang, interprete di Harry Kim

## Personaggi secondari
- Alexander Munro detto Alex, interpretato da Rino Romano.
È un guardiamarina in servizio sulla USS Voyager, protagonista del videogioco Star Trek: Voyager - Elite Force (2000).
- Azan (stagioni 6-7), interpretato da Kurt Wetherill.
Assieme a Rebi, è uno dei due gemelli Wysanti assimilati dai Borg nell'infanzia e trovati dalla USS Voyager in un cubo Borg abitato solo da ragazzi e droni immaturi. In seguito vengono adottati dall'equipaggio e seguiti da Sette di Nove nel tentativo di recuperare la loro individualità.[2] Vengono infine affidati al loro popolo insieme all'altra bambina ex-Borg Mezoti.[3]
- Braxton (stagioni 3-5), interpretato da Allan G. Royal e da Bruce McGill, doppiato in italiano da Michele Kalamera (ep 3x08-3x09).[1]
È un umano del XXIX secolo; nel 2373, con la sua navicella temporale, tenta di distruggere la USS Voyager affermando che la sua esistenza avrebbe messo in pericolo la Terra, ma il suo tentativo fallisce, spedendo entrambe le navi sulla Terra del XX secolo. Braxton stesso, arrivando trent'anni prima dell'altra nave, sperimenta in seguito un lungo periodo d'isolamento, diventando aggressivo nei confronti dei membri dell'equipaggio della USS Voyager venuti a cercarlo. Dopo la soluzione del paradosso temporale creato dal suo viaggio nel passato, un'"altra versione" del capitano Braxton aiuta la USS Voyager a tornare nella sua epoca[4]. Nel 2375 Braxton, al comando della Relativity, indaga su un criminale del futuro che tentava di distruggere la USS Voyager con una bomba temporale. Sette di Nove, cui Braxton aveva chiesto aiuto, scopre che il colpevole è una versione futura dello stesso Braxton, affetto da una "psicosi temporale": a causa di questo il capitano viene rimosso dal comando[5].
- Culluh (stagioni 1-3), interpretato da Anthony De Longis.
È un Kazon; nel 2371 è il primo Maje (cioè il capo) della setta dei Nistrim. Tentò di impadronirsi della stazione spaziale del Custode quando questo fu sul punto di morire; impeditone dalla USS Voyager (poco dopo il suo arrivo nel Quadrante Delta), Culluh cercò in seguito d'impadronirsi della nave e della sua tecnologia per raggiungere una posizione di predominio tra le varie sette Kazon[6]. In questo fu aiutato da Seska, una cardassiana precedentemente facente parte dell'equipaggio della USS Voyager, la quale gli diede un figlio nel 2372. Poco dopo, usando questo per attirare Chakotay in una trappola, riuscì a catturare la nave, pur essendo costretto a fuggirne poco dopo, sconfitto da alcune navi talassiane e da Lon Suder[7][8].
- Custode (stagioni 1-2), interpretato da Basil Langton, doppiato in italiano da Sandro Tuminelli (ep. 1x01-1x02) e Rino Bolognesi (ep. 2x10).[1]
È una forma di vita sporocistica, appartenente al popolo dei Nacene. Giunto nella Via Lattea nel XIV secolo[N 1] insieme a parte del suo popolo, dopo che questi avevano involontariamente causato la distruzione dell'habitat del pianeta degli Ocampa (sito nel Quadrante Delta), venne scelto per prendersi cura di loro insieme a Suspiria. Il Custode costruì quindi una serie di caverne, rifornendo gli Ocampa di energia per aiutarli a sopravvivere. Poco prima del 2371, capendo di essere sul punto di morire, inizia a cercare una forma di vita compatibile per riprodursi, trasportando presso di sé, tra le altre, una nave cardassiana, una Maquis e la USS Voyager. Poco dopo aver trasportato queste due navi nel Quadrante Delta, e prima di poterle mandare indietro, muore[6][9].
- Deanna Troi (stagioni 6-7), interpretata da Marina Sirtis.
- Hogan (stagioni 2-3), interpretato da Simon Billig, doppiato in italiano da Francesco Bulckaen.[1]
È un umano, membro dell'equipaggio Maquis comandato da Chakotay. Dopo essersi unito all'equipaggio della USS Voyager come ingegnere, fu un sostenitore della necessità di allearsi con i Kazon e con Seska per la sicurezza della nave[10]. Quando l'equipaggio della nave fu lasciato su un pianeta dai Kazon che si erano impadroniti della nave, Hogan fu ucciso da un animale.
- Icheb (stagioni 6-7), interpretato da Manu Intiraymi.
È un Brunali. Geneticamente alterato per diffondere un virus all'interno di un vascello Borg una volta che fosse stato assimilato[11], Icheb viene ritrovato in un cubo Borg insieme ad altri Borg immaturi (unici sopravvissuti del virus) dalla USS Voyager. Dopo il fallito tentativo di impossessarsi della nave, i cosiddetti "bambini dei Borg" vengono adottati dall'equipaggio.[2] La USS Voyager in seguito rintraccia i suoi genitori, ma lui preferisce rimanere a bordo della nave stellare della Federazione, dopo aver saputo della sua alterazione genetica.[11] In seguito lavora sia nel laboratorio astrometrico che nella sezione ingegneristica della USS Voyager, chiedendo di essere ammesso all'Accademia della Flotta Stellare per diventare un membro dell'equipaggio a tutti gli effetti. Dopo aver superato l'esame di ammissione, inizia a seguire vari corsi, avendo come compagno il figlio di Q.[12] Successivamente il personaggio ricompare nella miniserie fanfiction Star Trek: Renegades (sempre interpretato da Intiraymi) e nella serie televisiva Star Trek: Picard (interpretato da Casey King), dove troverà la morte per mano di Sette di Nove, al fine di sottrarlo alle torture inflittegli da Bjayzl.
- Joseph Carey (stagioni 1-7), interpretato da Josh Clark.
È un umano, tenente della USS Voyager durante la sua prima missione. Dopo il trasferimento della nave nel Quadrante Delta e la morte del capo ingegnere, fu la prima scelta del capitano Janeway per quel posto, ma fu in seguito scalzato da B'Elanna Torres; prima di questa decisione, Torres aveva colpito il naso di Carey durante una lite[13]. Nel 2377, durante una missione per recuperare la sonda della Friendship Uno, fu preso in ostaggio insieme a Tom Paris e Neelix da un gruppo di alieni, e ucciso dal loro capo.
- Lewis Zimmerman (stagione 2), interpretato da Robert Picardo, doppiato in italiano da Franco Zucca.[1]
È uno scienziato umano che si occupa della creazione di ologrammi. Sua opera è il Dottore, il medico olografico di emergenza della USS Voyager.
- Lon Suder (stagione 2), interpretato da Brad Dourif, doppiato in italiano da Luca Del Fabbro.[1]
È un Betazoide. Unitosi ai Maquis per sfogare la sua natura violenta, fu trasportato nel Quadrante Delta e quindi incorporato nell'equipaggio della USS Voyager. Pur riuscendo a tenere a freno i suoi istinti, questi si manifestarono quando uccise il marinaio Frank Darwin nel 2372; in seguito a questo crimine fu condannato a rimanere confinato nel suo alloggio indefinitamente[14]. Creduto morto dopo che un Kazon si era fatto esplodere all'interno della USS Voyager, non fu confinato come il resto dell'equipaggio su un pianeta deserto dopo che gli stessi Kazon avevano preso il comando della nave; grazie a questo e all'aiuto del Dottore riuscì a compiere diverse azioni di sabotaggio, facilitando il compito di Tom Paris e dei Talassiani nel riprendere il controllo della nave. Fu ucciso da un soldato Kazon durante l'attacco.
- Mezoti (stagioni 6-7), interpretata da Marley McClean.
È una bambina norcadiana, assimilata dai Borg nell'infanzia ed in seguito adottata dall'equipaggio della USS Voyager quando viene trovata sola in un cubo Borg insieme ad altri droni immaturi[2]. Lascia la nave circa un anno dopo, quando viene affidata insieme a due altri ex droni, Azan e Rebi, e al loro popolo[3].
- Naomi Wildman (stagioni 4-7), interpretata da Brooke Stephens (stagione 4) e da Scarlett Pomers (stagioni 5-7), doppiata in italiano da Giulia Tarquini (stagione 7).[15]
È la figlia di Samantha Wildman, un'umana, e di uno Ktariano, Greskrendtregk. È la prima bambina a nascere a bordo della USS Voyager, nel 2372; durante il parto, la nave viene duplicata da un fenomeno subspaziale: in una, non danneggiata, la bambina muore, mentre nell'altra si salva; prima della distruzione di quest'ultima, la bambina viene trasferita a bordo dell'altra insieme a Harry Kim[16]. Naomi cresce molto rapidamente; nel 2375 stringe amicizia con Sette di Nove, con cui gioca al kadis-cot, un gioco da tavolo; stringe amicizia anche con Mezoti, Azan e Rebi. Nel 2376 si autonomina assistente del capitano Janeway.
- Owen Paris (stagioni 2-7), interpretato da Richard Herd, doppiato in italiano da Rino Bolognesi (ep. 2x08) e da Romano Malaspina (ep. 6x10, 7x25, 7x26).[1]
È un umano, padre di Tom Paris e ammiraglio della Flotta Stellare dopo il 2370. In passato era stato istruttore all'Accademia della Flotta e capitano della Al-Batani, nel cui equipaggio era anche Kathryn Janeway. La sua educazione del figlio fu rigida, e spesso Tom si sentiva inadeguato nei suoi confronti. L'ammiraglio Paris era il supervisore del progetto Pathfinder, che era incaricato di trovare un modo per comunicare con la USS Voyager dispersa nel Quadrante Delta.
- Peter Harkins (stagioni 6-7), interpretato da Richard McGonagle.
È un umano, comandante della Flotta Stellare. Tra il 2376 e il 2377 era a capo del progetto Pathfinder, destinato a cercare un modo per comunicare con la USS Voyager, ed era quindi il superiore di Reginald Barclay. Persuaso che Barclay avesse avuto un ritorno di olo-dipendenza, cercò di spingerlo senza successo ad abbandonare le sue simulazioni della USS Voyager e le sue teorie speculative, che infine si rivelarono esatte.[17]
- Rebi (stagioni 6-7), interpretato da Cody Wetherill.
Assieme ad Azan, è uno dei due gemelli Wysanti assimilati dai Borg nell'infanzia e trovati dalla USS Voyager in un cubo Borg abitato solo da ragazzi e droni immaturi. In seguito vengono adottati dall'equipaggio e seguiti da Sette di Nove nel tentativo di recuperare la loro individualità.[2] Vengono infine affidati al loro popolo insieme all'altra bambina ex-Borg Mezoti.[3]
- Regina Borg (stagioni 5-7), interpretata da Susanna Thompson (stagioni 5-7) e da Alice Krige (stagione 7), doppiata in italiano da Anna Cesareni.[1]
- Samantha Wildman (stagioni 2-6), interpretata da Nancy Hower.
È un'umana, imbarcata sulla USS Voyager nella sua prima missione. Scopre di essere incinta del marito (uno Ktariano) quando già la nave si trova nel Quadrante Delta[18]; il parto è complesso tanto da far morire la bambina, la quale tuttavia si salva grazie a una copia della USS Voyager creata da una distorsione spaziale[16]. Nel corso del 2375, durante una missione col Delta Flyer, precipita insieme a Tom Paris e a Tuvok, rischiando di morire[19].
- Suspiria (stagione 2), interpretata da Lindsay Ridgeway e doppiata originalmente da Majel Barrett.
È un'entità Nacene che si è presa cura degli Ocampa per 500 generazioni.
- Tanis (stagione 2), interpretato da Gary Graham.
È un ocampa, designato dal suo popolo a servire Suspiria. Giunto sulla Voyager cerca di convincere Kes a unirsi a lui e lasciare l'astronave della Federazione, così da poterle insegnare a gestire i propri poteri psichici, ma Kes rifiuta, preferendo rimanere accanto a Neelix. L'attore Gary Graham in seguito interpreterà l'ambasciatore vulcaniano Soval nella serie televisiva Star Trek: Enterprise.
- Vorik (stagioni 3-7), interpretato da Alexander Enberg.
È un vulcaniano. Assegnato alla USS Voyager come ingegnere, col grado di guardiamarina, durante la prima missione della nave, fu trasportato con essa nel Quadrante Delta; nel 2373 affrontò il suo primo pon farr; pur non potendo accoppiarsi con sua moglie (che si trovava nel Quadrante Alfa) riuscì a sopravvivere attraverso una lotta rituale con B'Elanna Torres[20].

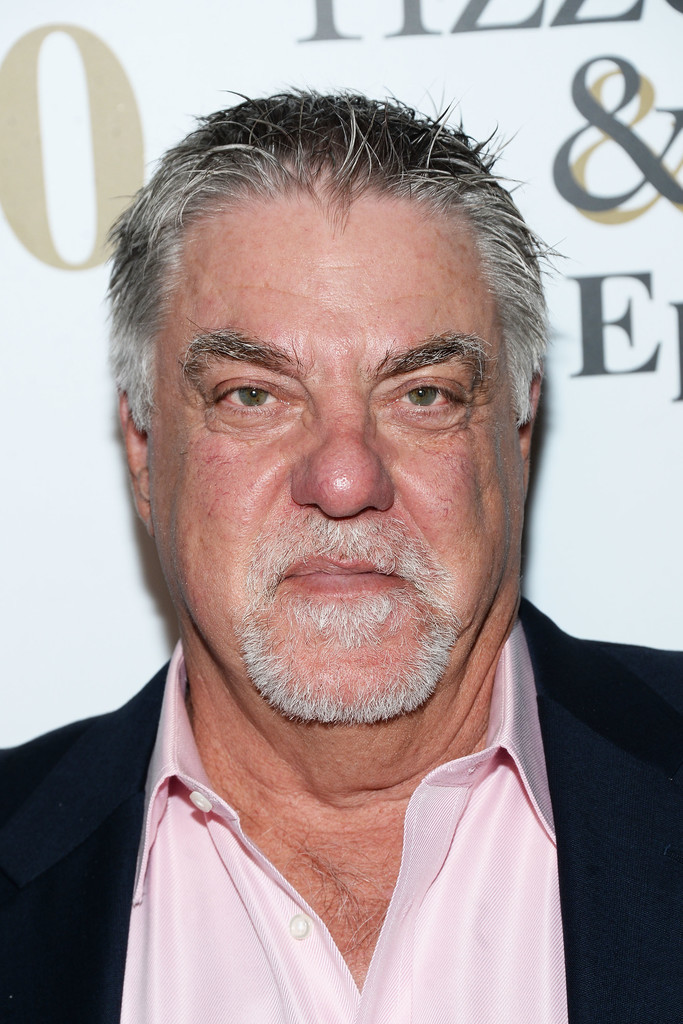
Bruce McGill, interprete di Braxton
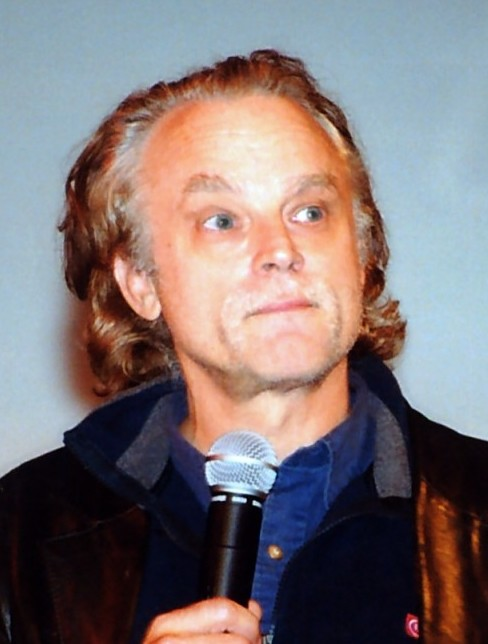
Brad Dourif, interprete di Lon Suder
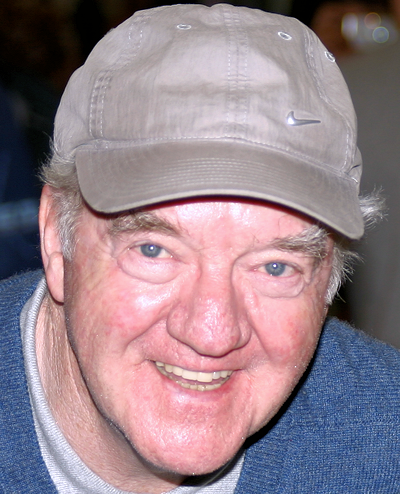
Richard Herd, interprete di Owen Paris
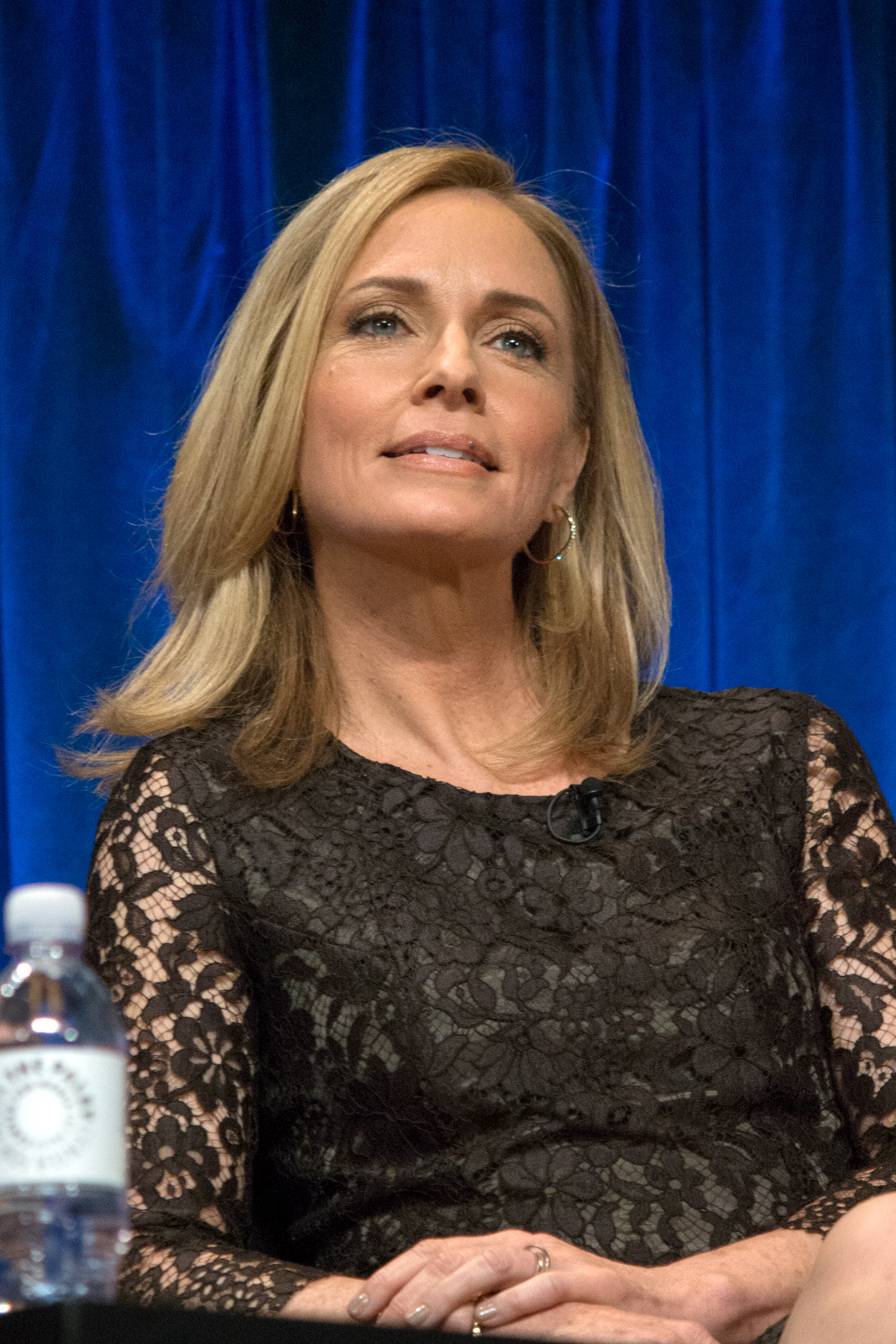
Susanna Thompson, interprete della Regina Borg
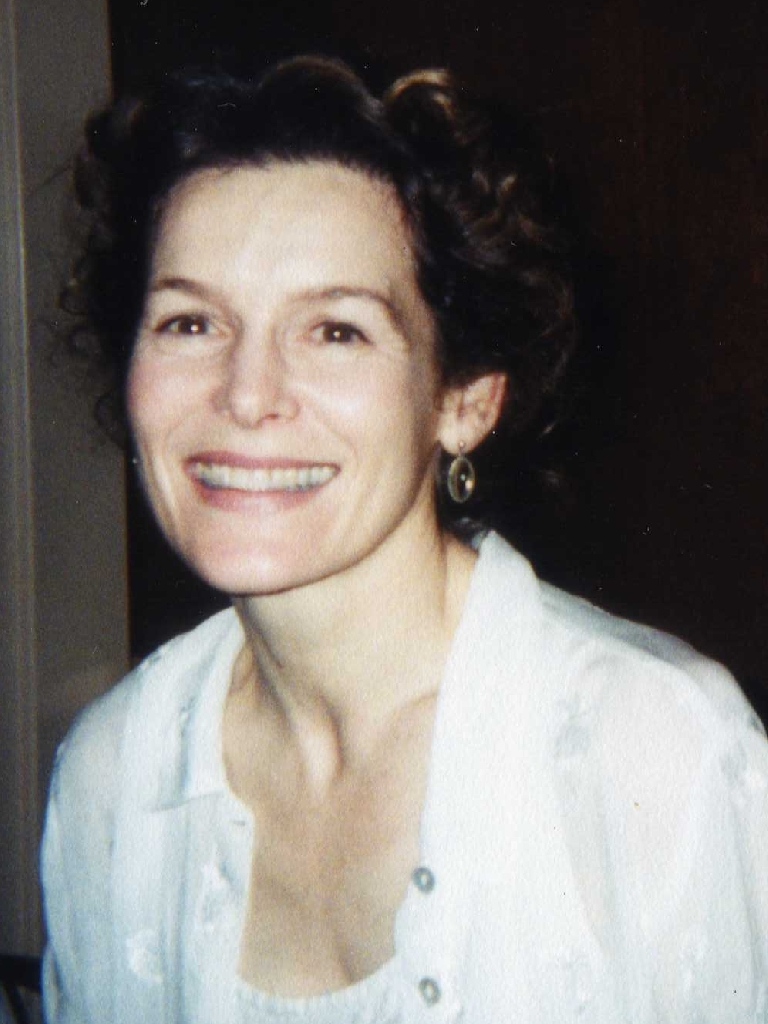
Alice Krige, interprete della Regina Borg
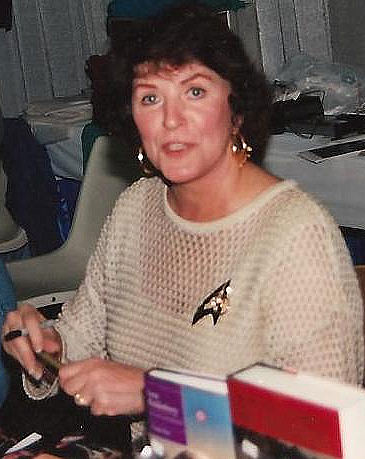
Majel Barrett, doppiatrice originale di Suspiria
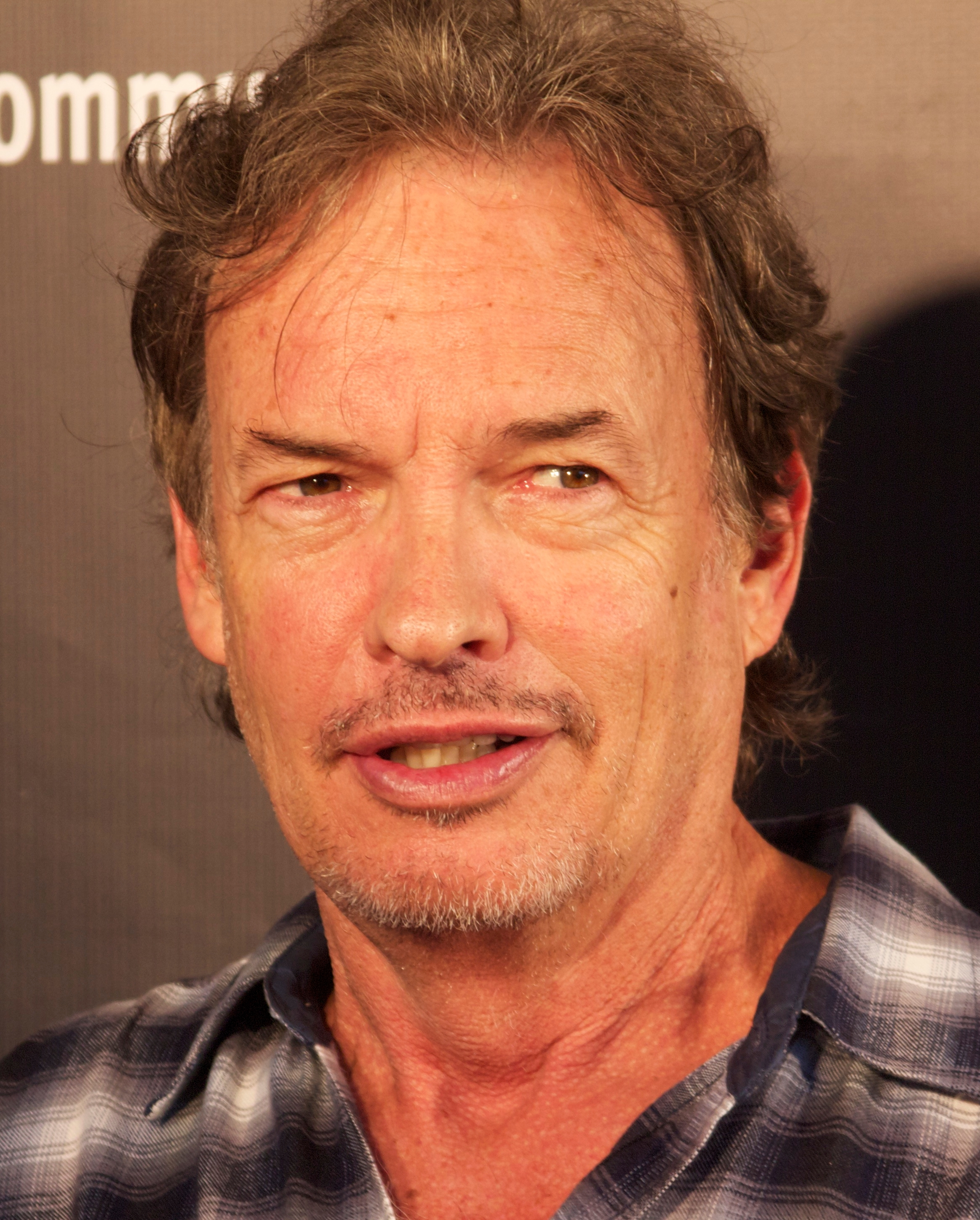
Gary Graham, interprete di Tanis

## Guest star
- Campione Pendari (stagione 6), interpretato da Dwayne Johnson.[21]
- Deanna Troi (stagione 6), interpretata da Marina Sirtis.
- Henry Starling (stagione 3), interpretato da Ed Begley Jr., doppiato in italiano da Luciano Roffi.[1][21]
Pioniere dell'ingegneria informatica e della computer age del XX secolo, inventore di numerose innovazioni in campo informatico. In realtà Starling ha scoperto la navicella della Federazione Aeon, una macchina del tempo proveniente dal futuro XXIX secolo, nel 1967 e ne ha cannibalizzato la tecnologia. Nel 1996 intende viaggiare fino al XXIX secolo, così da potersi appropriare di altra tecnologia del futuro, ma la USS Voyager, onde prevenire una disastrosa esplosione causata dal viaggio nel futuro di Starling che avrebbe distrutto il sistema solare, ne distrugge la navicella nel momento in cui questi tenta il salto nel futuro.
- Il Clown (stagione 2), interpretato da Michael McKean.[21]
- Jye senza nome (stagione 7), interpretato da Jim O'Heir.[21]
- Kurros (stagione 5), interpretato da Jason Alexander.[21]
- Leonardo da Vinci (stagioni 3-4), interpretato da John Rhys-Davies.[21]
- Leucon (stagione 6), interpretato da Mark Sheppard.[21]
- Membro dell'equipaggio della Voyager senza nome (stagione 2), interpretato da Abd Allah II di Giordania.[21]
- Mitchell (stagione 6), interpretato da Tom Morello.[21]
- Noss (stagione 5), interpretata da Lori Petty.[21]
- Q (stagioni 2-7), interpretato da John de Lancie e doppiato[1] in italiano da Oliviero Dinelli[N 2]
- Rain Robinson (stagione 3), interpretata da Sarah Silverman.[21]
- Reginald Barclay (stagioni 2-7), interpretato da Dwight Schultz, doppiato[1] in italiano da Michele Kalamera[N 3] e da Massimo Lodolo[N 4].
- Rudolph "Rudy" Ransom (stagione 5-6), interpretato da John Savage, doppiato in italiano da Massimo Lodolo.[1]
Rudolph Ransom è il capitano dell'astronave della Federazione USS Equinox NCC-72381, anch'essa, così come accaduto alla Voyager, attratta nel Quadrante Delta dal Custode e qui alla ricerca della via più breve per far ritorno nello spazio della federazione.
- William T. Riker (stagione 2), interpretato da Jonathan Frakes e doppiato[1] in italiano da Giorgio Locuratolo.

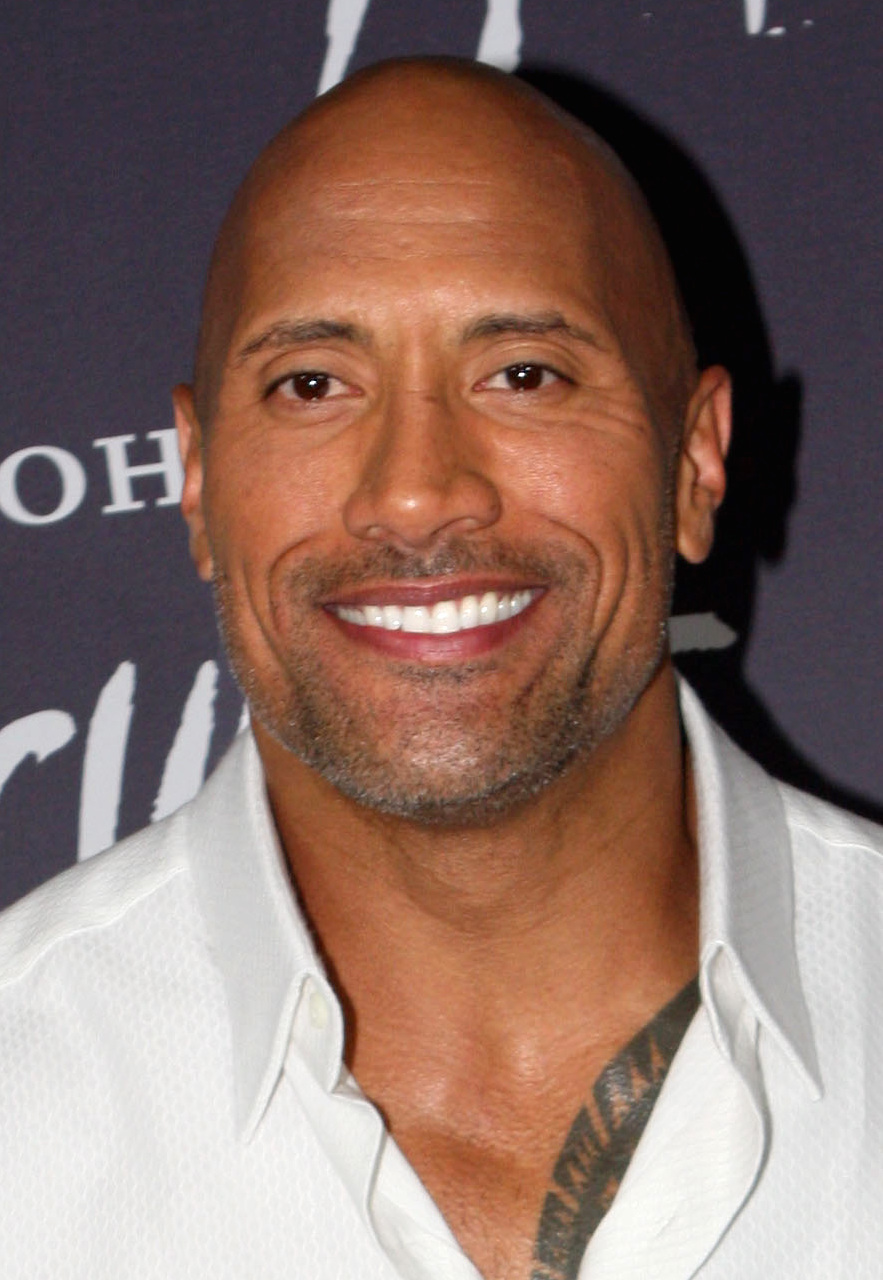
Dwayne Johnson, interprete del Campione Pendari
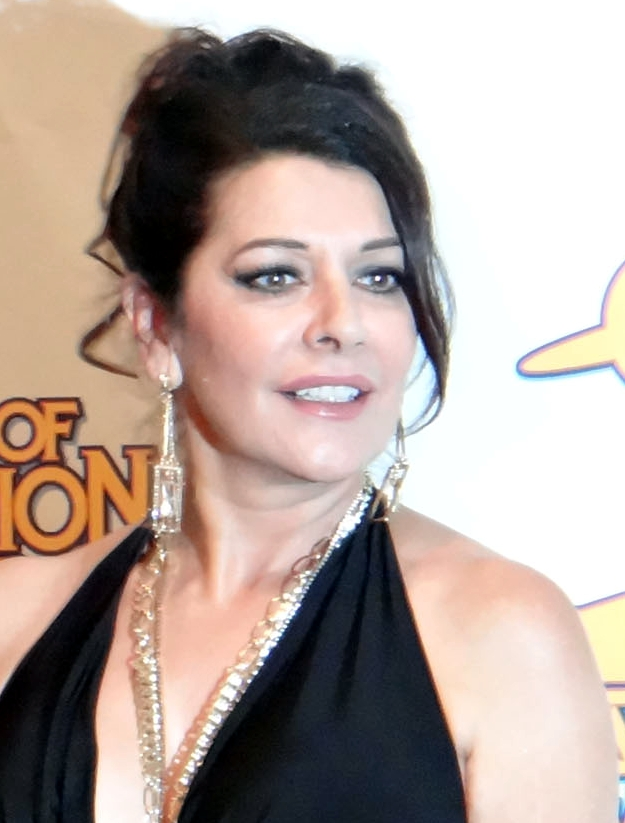
Marina Sirtis, interprete di Deanna Troi
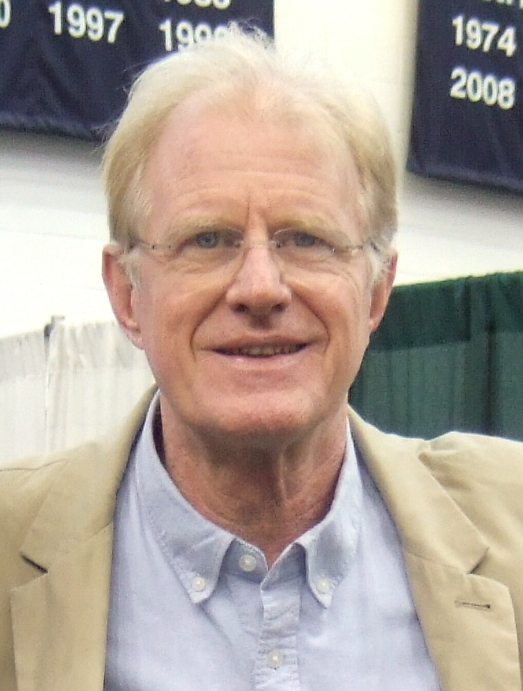
Ed Begley Jr., interprete di Henry Starling
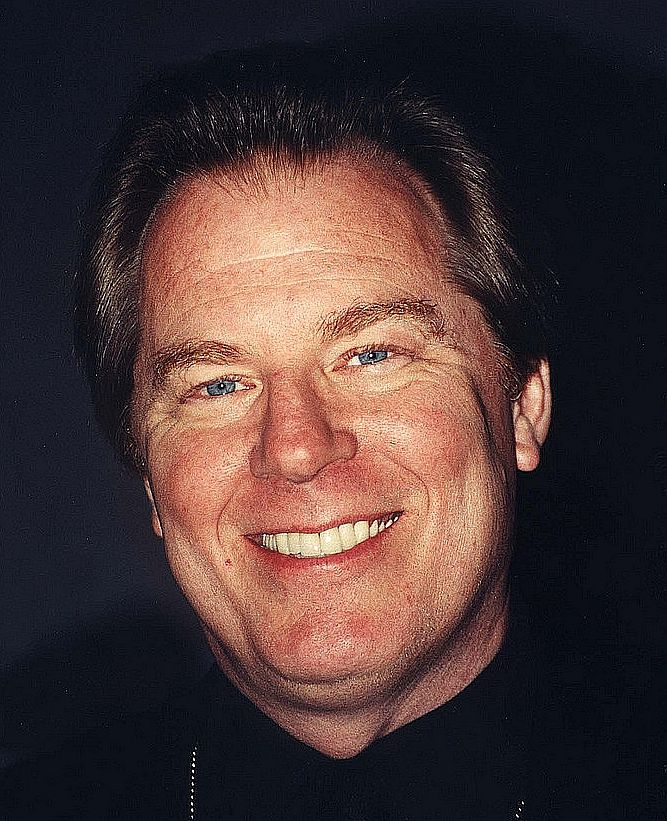
Michael McKean, interprete del Clown
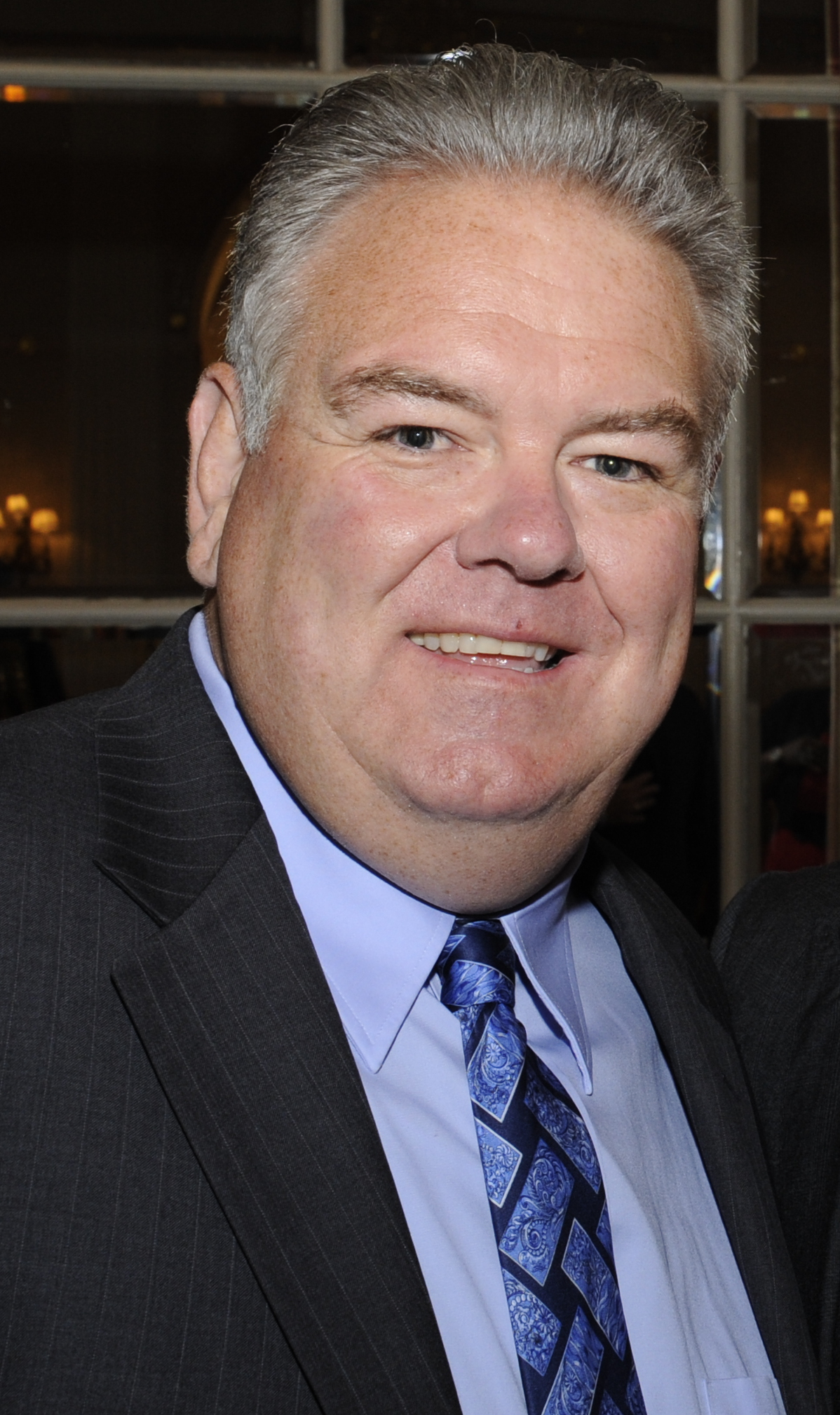
Jim O'Heir, interpreta un Jye senza nome
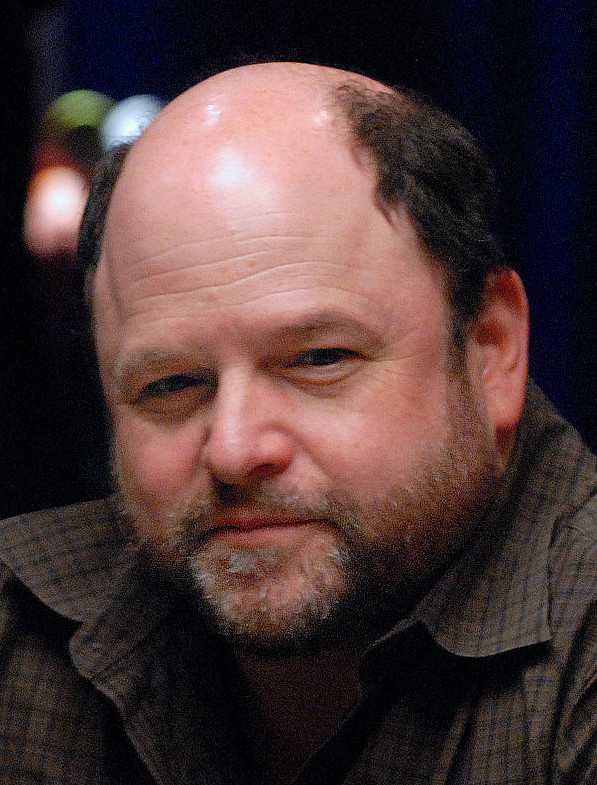
Jason Alexander, interprete di Kurros
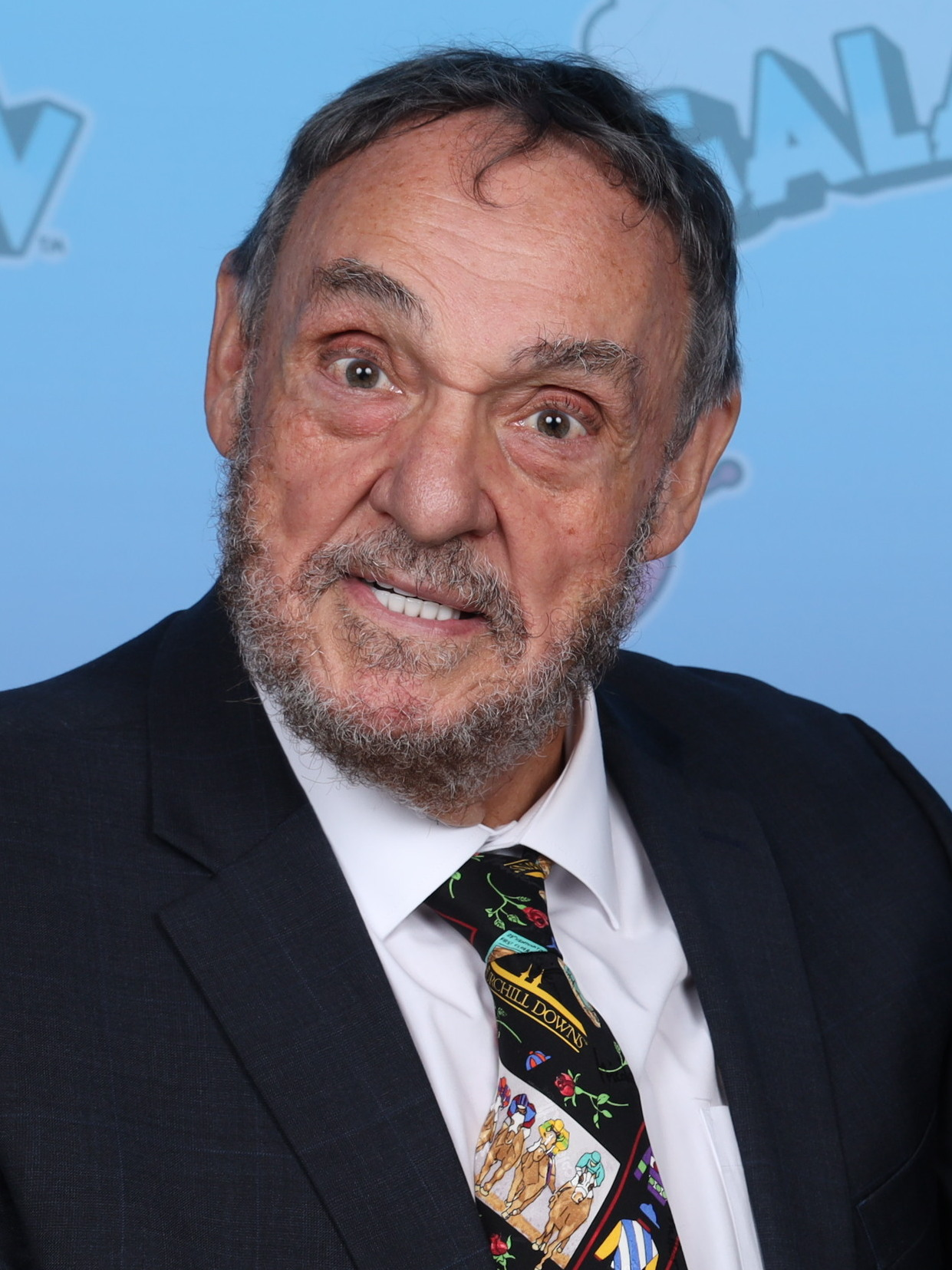
John Rhys-Davies, interprete di Leonardo da Vinci
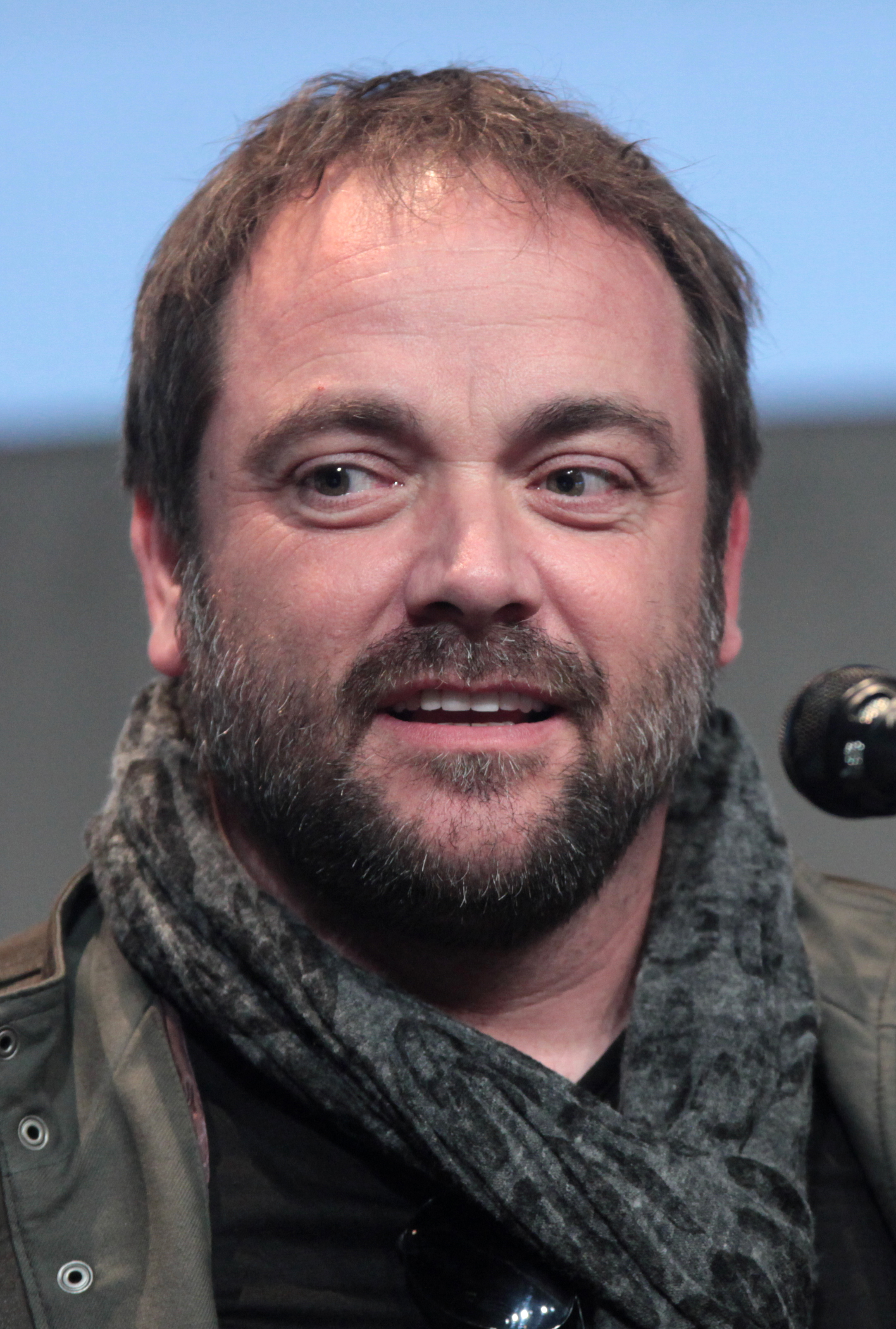
Mark Sheppard, interprete di Leucon
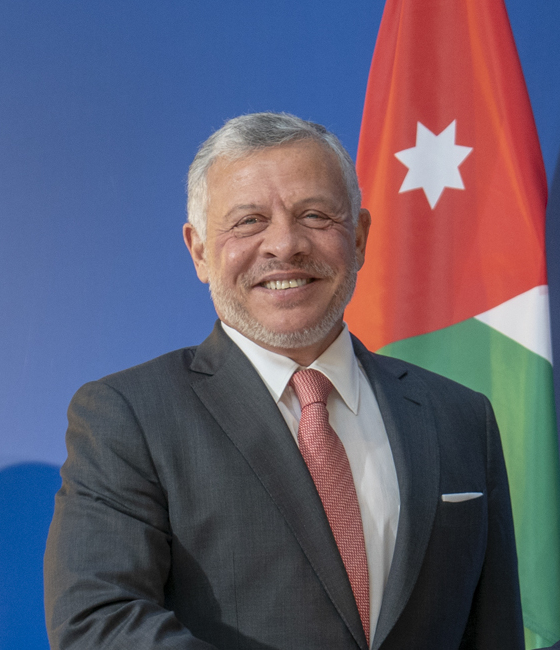
Abd Allah II di Giordania, interprete di un membro dell'equipaggio della Voyager
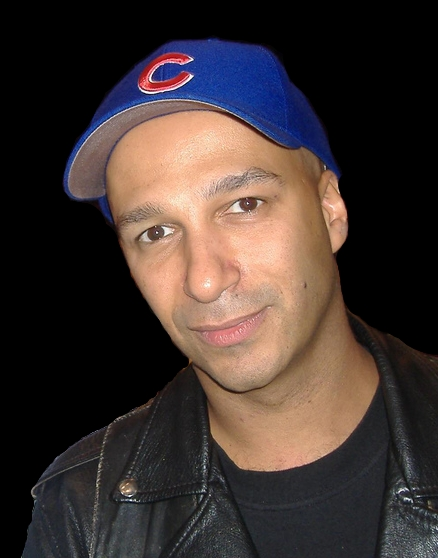
Tom Morello, interprete di Mitchell
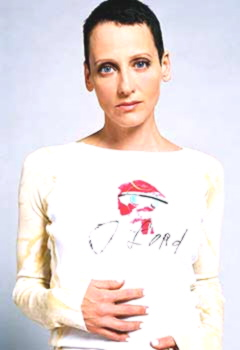
Lori Petty, interprete di Noss
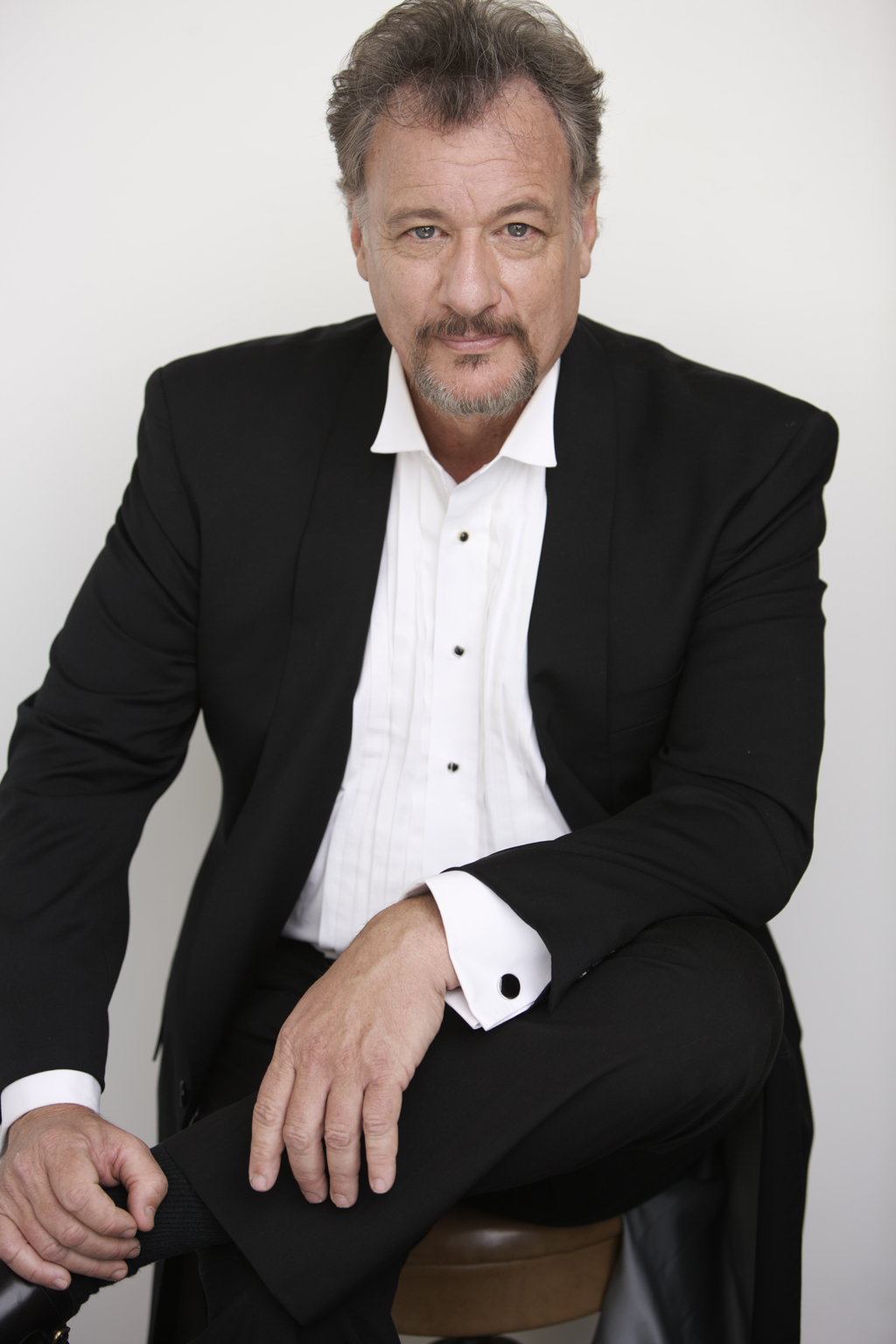
John de Lancie, interprete di Q
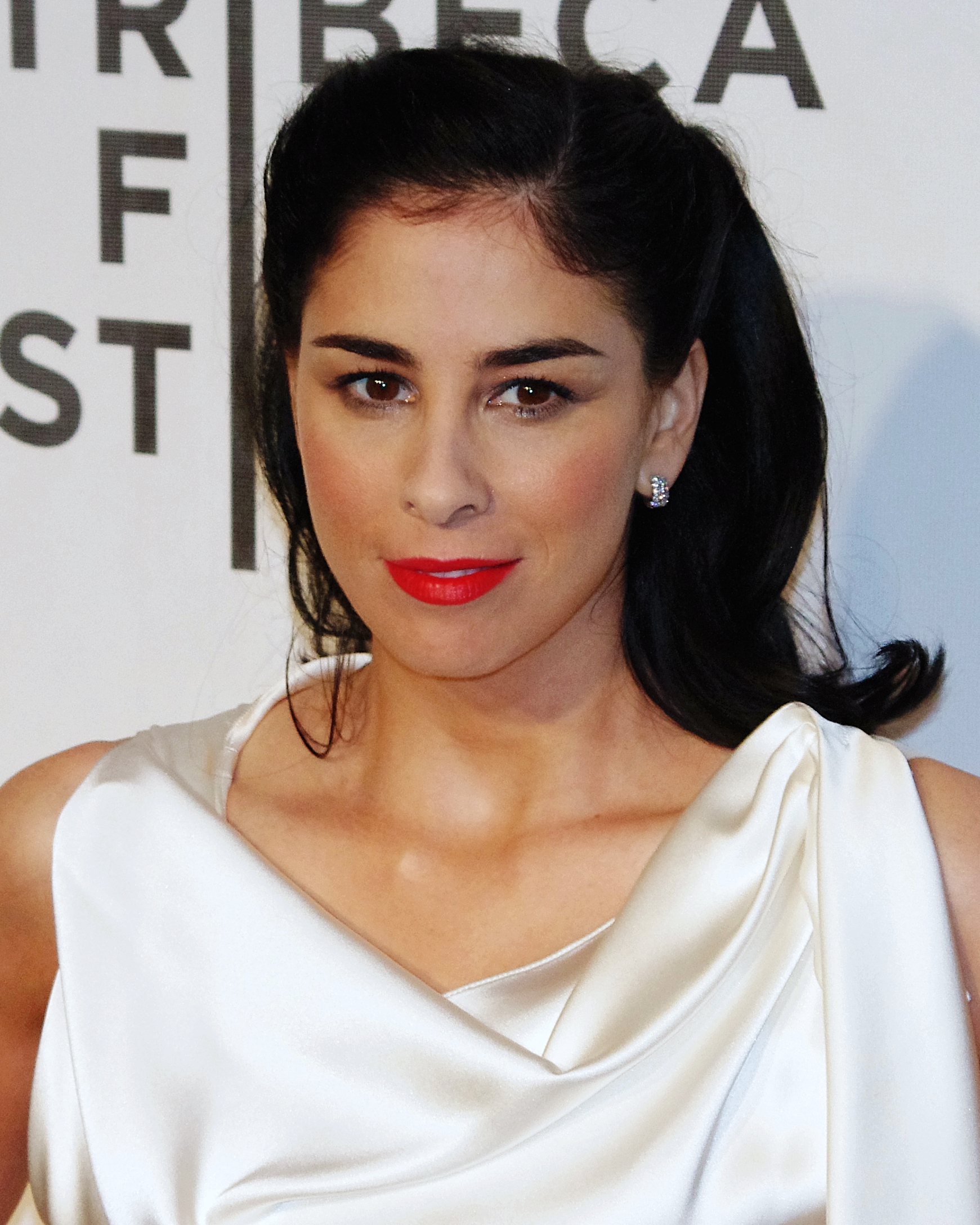
Sarah Silverman, interprete di Rain Robinson
Dwight Schultz, interprete di Reginald Barclay
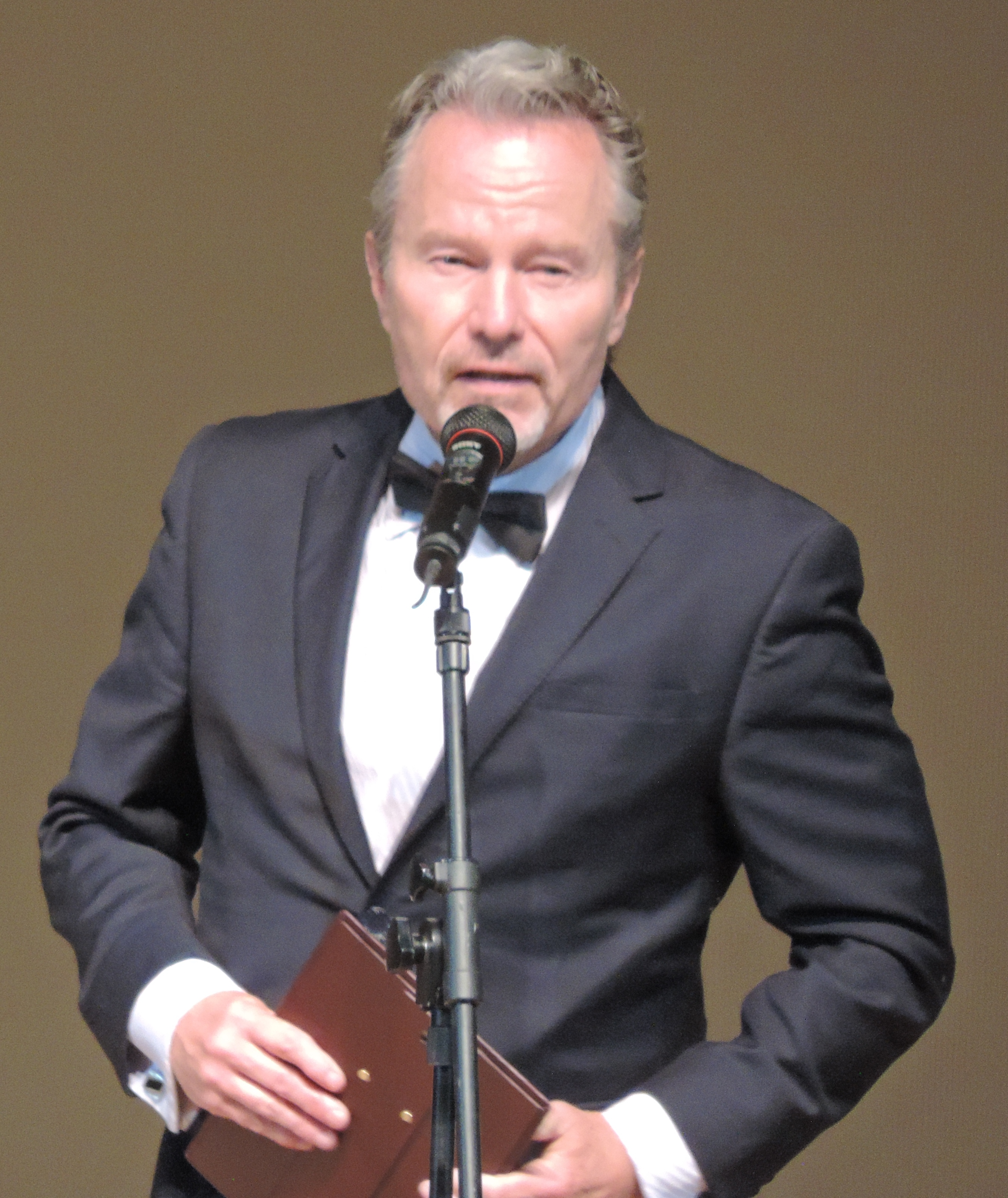
John Savage, interprete di Rudolph Ransom
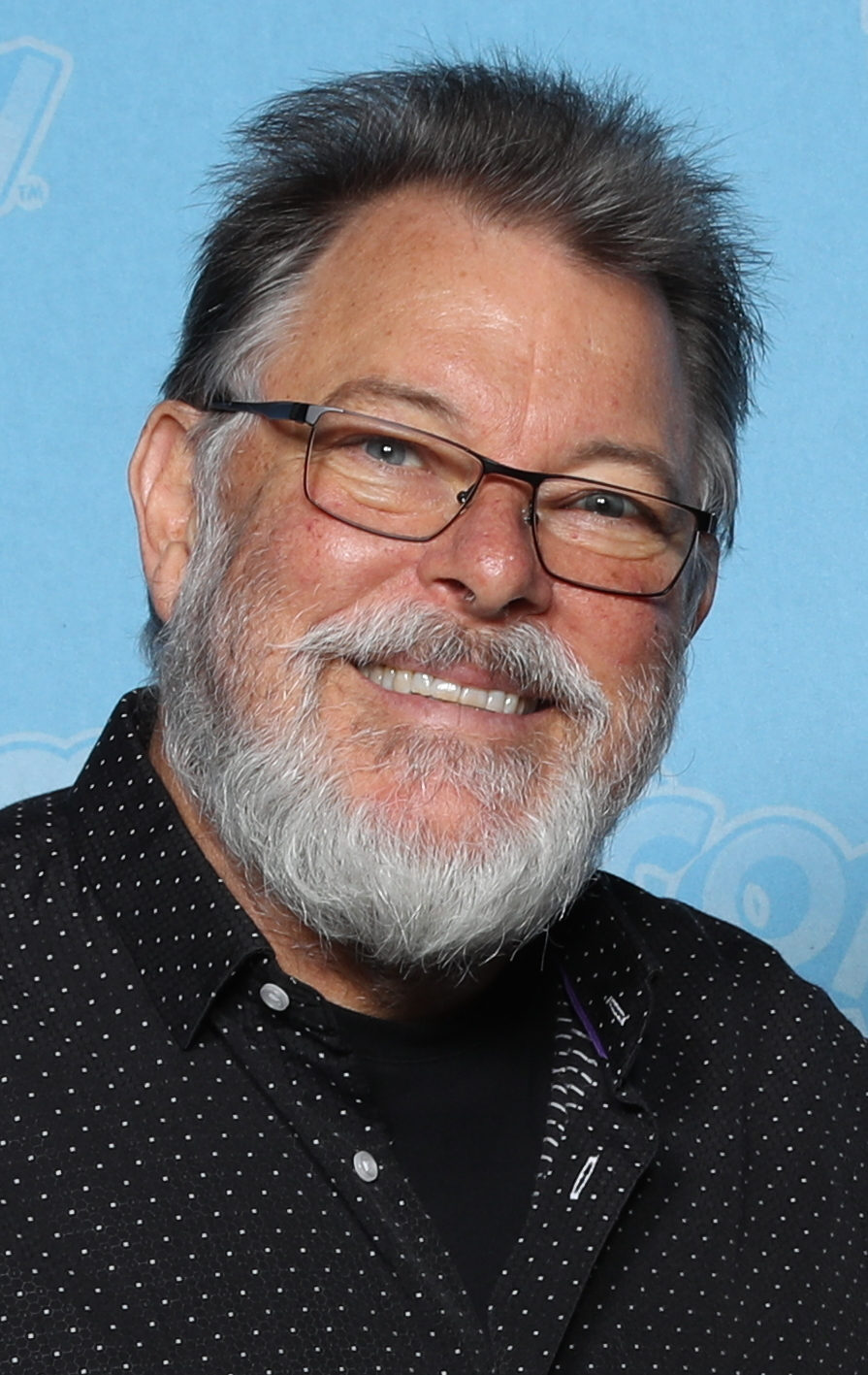
Jonathan Frakes, interprete di William T. Riker e Thomas Riker